# 文學者

## 文學者（田辺茂一）
文學者（田辺茂一）は田辺茂一が出資して、尾崎士郎を中心として発行された文芸同人誌。「文學者」発行所。
1939年1月創刊、1941年3月終刊。
同人に尾崎一雄、室生犀星、伊藤整、水野成夫、丹羽文雄、神山潤などがいた。

## 文學者（丹羽文雄）
「文學者」（「丹羽文雄」）は丹羽文雄が1950年に創刊、主宰した文学同人誌。「文學者」発行所。
瀬戸内寂聴、吉村昭、津村節子、新田次郎らがここから育った。
1955年12月（64号）で休刊。
1958年1月再刊（第2次「文學者」）、1967年6月号（174号）までが確認されている。
1951年から1954年まで、文學者賞を制定した。
- 第1回（昭和26年/1951年度）武田繁太郎「風潮」、吉岡達夫「隠花植物」、浜野健三郎「非時香果」
- 第2回（昭和27年/1952年度）瓜生卓造「彷徨」、小田仁二郎「たん、たろう」、中村八朗「アチエの敗北者」
- 第3回（昭和28年/1953年度）十返肇「贋の季節」、近藤啓太郎「黒南風」、荒木太郎「湖のある風景」
- 第4回（昭和29年/1954年度）森啓祐「Ｘと物質」、見島正憲「低い土地」、村松定孝「日本文学の系譜」